# Dextrano
Os dextranos são polissacarídeos de elevado peso molecular, que
consistem em unidades de α-D-glicose ligadas predominantemente por ligações
glicosídicas 1-6.

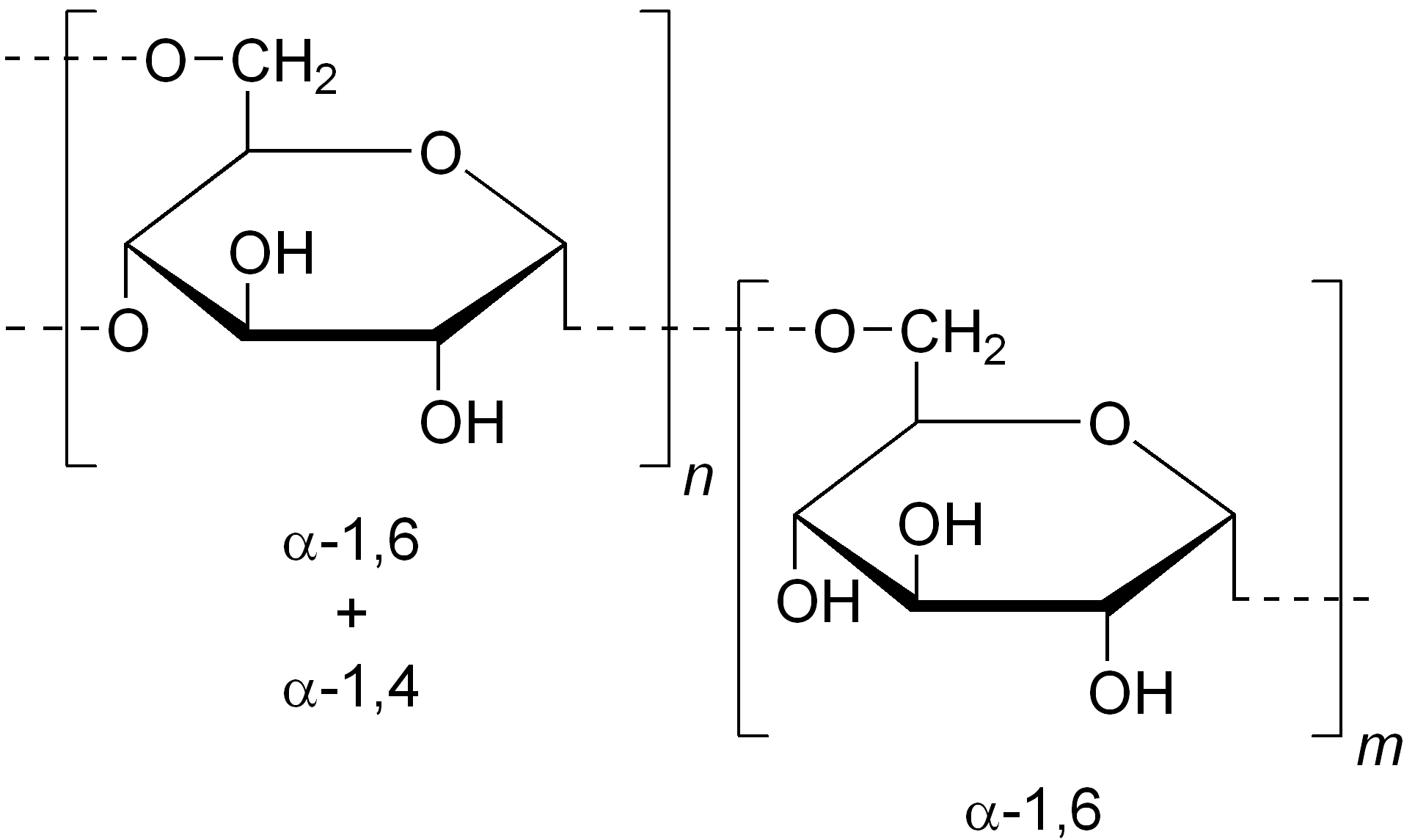
Estrutura química do dextrano

Os dextranos são formados a partir da sacarose durante o crescimento de bactérias pertencentes aos géneros Leuconostoc, Streptococcus e Lactobacillus, todas pertencentes à família Lactobacillacea. No entanto, a maioria dos dextranos é sintetizada pela bactéria da espécie Leuconostoc mesenteroides.
Como a maioria dos polímeros solúveis em água, as moléculas administradas com baixo peso molecular (menor que 10KDa) são eliminados do organismo por filtração glomerular através dos rins. Para os dextranos com peso molecular superiores a 40KDa, a sua metabolização é conseguida pela ação da enzima dextranase (dextrano 1,6-glucosidase, presente em órgãos como o fígado, baço, rins e cólon) que os degrada a glicose. 
Os dextranos são vastamente utilizados para aplicações biomédicas devido à sua biocompatibilidade, relativo baixo custo, e facilidade na sua modificação. Dentro destas aplicações destacam-se o desenvolvimento de agentes de contraste para imagiologia médica, sobretudo com o objetivo de aumentar o tempo de retenção destes compostos na circulação. Os dextranos são também utilizados em suturas cirúrgicas, como expansores de volume de plasma e no tratamento de anemias tanto em seres humanos como em animais.